# Маломице
Маломице (пољ. Małomice) је град у Пољској у Војводству Лубушком у Повјату żagański. Према попису становништва из 2011. у граду је живело 3.634 становника.

## Становништво
Према прелиминарним подацима са пописа, у граду је 2011. живело 3.634 становника.
| 2002. | 2011. | 2012. |
| ----- | ----- | ----- |
| 3.770 | 3.634 | 3.621 |